# Manuel Iranzo Benedito
Manuel Iranzo Benedito (Valencia, 1867 - Almenara, 1921) fue un abogado y político español. Licenciado en Derecho por la Universidad de Valencia en 1887, era hijo de José Iranzo Presencia, jefe del Partido Liberal en la circunscripción de Albaida, y nieto de Manuel Benedito Calzada, miembro de la Unión Liberal. Fue elegido diputado por la circunscripción de Albaida en las elecciones generales de 1893, 1898, 1899, 1901 y 1905, y por Castellón de la Plana en las elecciones generales de 1907. Participó en la fundación de la Federación Agraria de Levante y en 1911 fue fundador y presidente del Servicio Meteorológico de Levante.

## Obras
- Ensayos de meteorología dinámica (1889)